# AFI (Band)

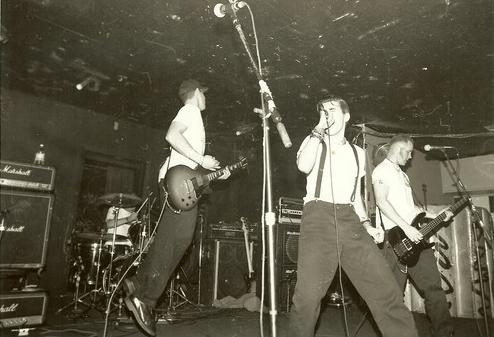
AFI (1995)

AFI (A Fire Inside) ist eine US-amerikanische Rockband, die in den frühen 1990er Jahren in Ukiah, Kalifornien gegründet wurde und ihre Wurzeln im Hardcore Punk hat.

## Geschichte
AFI (A Fire Inside) wurde 1991 von Mark Stopholese, Vic Chalker und Davey Havok gegründet. Alle drei besuchten zu diesem Zeitpunkt die High School in Ukiah, Kalifornien. Mit Adam Carson wurde die Position des Schlagzeugers besetzt. Nach dem Ende der High School trennte sich die Band, da drei Mitglieder anschließend auf verschiedenen Colleges studierten. Als sie sich jedoch zu einem Reunion-Gig wieder trafen und von der Begeisterung der heimischen Crowd überrascht waren, entschieden sie sich, das Studium abzubrechen und professionell Musik zu machen. AFI erspielten sich durch ausgiebiges Touren und eine Vielzahl an EP- und Compilationveröffentlichungen eine immer größere Fangemeinde. Ein großes Publikum erreichten sie insbesondere bei einer Tour als Vorband von The Offspring, der Band ihres musikalischen Förderers und Gründer ihres Labels Nitro Records, Dexter Holland. Auch tourten sie mit Rancid, The Distillers und Sick of It All. So wurde auch das Major-Label Dreamworks auf sie aufmerksam, und mit einem großen Budget wurde zusammen mit den Starproduzenten Butch Vig und Jerry Finn das Album Sing the Sorrow (2003) eingespielt, das ihnen den ersten nennenswerten kommerziellen Erfolg inner- und außerhalb der USA einbrachte. 2004 wurde es in den USA für eine Million verkaufte Einheiten mit Platin ausgezeichnet. Das im Jahr 2006 veröffentlichte Album Decemberunderground schoss in den US-Album-Charts sofort auf Platz 1, die Single Miss Murder ließ AFI erstmals auch im deutschen Mainstream Gehör finden.
Am 1. September 2006 erhielten sie den MTV Video Music Award 2006 in der Kategorie Best Rock Video für ihren Song Miss Murder.

## Stil
Die Musik von AFI hat sich im Laufe der Jahre stark verändert. Zu Anfang spielten sie noch recht rauen Punkrock mit Hardcore-Punk-Anleihen, wie auf den ersten Veröffentlichungen bis 1996 zu hören war. Sie coverten unter anderem Misfits und Negative Approach, die Songs waren kurz, einfach gestrickt und die Texte albern bis pseudopolitisch.
Dies änderte sich mit dem dritten Album Shut your mouth and open your eyes, das ein durchweg aggressives aber melodisches Hardcorepunkalbum mit persönlichen, teils sozialpolitischen Texten wurde, meist im düsteren, metaphorischen Gewand.
Spätestens ab dem Album Black Sails in the Sunset setzte sich die Melodie besonders durch, nachdem mit Jade Puget ein neuer Gitarrist und Songwriter zur Band gestoßen war. Das mit Shut your mouth and open your eyes begonnene, düstere Image der Band verstärkte sich, die Texte waren noch melancholischer, persönlicher und aggressiver. Ein melancholisches und gleichzeitig wütendes Hardcorealbum, das hin und wieder das Tempo für Balladen runterfährt, war das Ergebnis.
Auf der bald folgenden All Hallows EP lebten sie ihr Faible für Horrorpunk Marke Misfits aus. Jedoch konnte man durch Jade Puget einen anspruchsvolleren Sound hören, es gab auch ruhigere Breaks, Atmosphäre wurde immer wichtiger, Post-Punk-Bands wie Joy Division und The Cure spielten plötzlich eine größere Rolle in der Liste der Einflüsse der Band.
Diese Entwicklung setzte sich auf The Art of Drowning  2000 fort. Das punkige, schnelle Tempo blieb, die Texte glichen doch immer mehr Poesie, Balladen und melancholische Momente häuften sich. 2003 brachten AFI dann mit Sing the Sorrow ihr bis zu diesem Zeitpunkt musikalisch anspruchsvollstes und epischstes Album heraus, das trotz der hörbaren Punkrockwurzeln kleinere elektronische Experimente, Pop und noch mehr Melodie zuließ. Dem Experimentieren kam mit Decemberunderground eine noch größere Bedeutung hinzu. Punkiges Tempo und Härte sind nur noch selten hörbar (Kill caustic und Afflicition), stattdessen gesellen sich mehr Elektronik, epische Chöre, Pop und Melodien zum Sound hinzu. Dies ist auch auf eine Stimmbandoperation des Sängers zurückzuführen, da die in vielen häufig live gespielten Songs enthaltenen Scream-Passagen seine Stimmbänder ruiniert hatten und er im Anschluss einen völlig neuen Gesangsstil erlernen musste. Die 1980er Jahre (The Cure, New Order, U2, Depeche Mode) sind deutlich als Einflüsse zu erkennen.
AFI verstehen sich heute selbst als Alternative-Rock-Band, Sänger Davey Havok beteuert, dass er AFI seit 1998 als Rock-Band versteht und sich keine stilistischen Ketten in Form von Versteifung auf Hardcore und Punkrock anlegen möchte. Werte aus der Hardcoreszene wie Straight edge und Vegetarismus spielen für die Band noch immer eine große Rolle, auch supporten noch immer Punk- und Hardcorebands wie Ceremony, Gallows, Sick of It All und Ignite AFI auf ihren größeren Shows in den USA.

## Diskografie
Studioalben

| Jahr | Titel                              | Höchstplatzierung, Gesamtwochen, AuszeichnungChartplatzierungen (Jahr, Titel, Platzierungen, Wochen, Auszeichnungen, Anmerkungen) | Höchstplatzierung, Gesamtwochen, AuszeichnungChartplatzierungen (Jahr, Titel, Platzierungen, Wochen, Auszeichnungen, Anmerkungen) | Höchstplatzierung, Gesamtwochen, AuszeichnungChartplatzierungen (Jahr, Titel, Platzierungen, Wochen, Auszeichnungen, Anmerkungen) | Anmerkungen                                                 |
| Jahr | Titel                              | DE | UK | US | Anmerkungen                                                 |
| ---- | ---------------------------------- | --- | --- | --- | ----------------------------------------------------------- |
| 1995 | Answer That and Stay Fashionable   | — | — | — | Erstveröffentlichung: 1. August 1995                        |
| 1996 | Very Proud of Ya                   | — | — | — | Erstveröffentlichung: 18. Juni 1996                         |
| 1997 | Shut Your Mouth and Open Your Eyes | — | — | — | Erstveröffentlichung: 11. November 1997                     |
| 1999 | Black Sails in the Sunset          | — | — | — | Erstveröffentlichung: 18. Mai 1999                          |
| 2000 | The Art of Drowning                | — | — | US174 (1 Wo.)US | Erstveröffentlichung: 19. September 2000                    |
| 2003 | Sing the Sorrow                    | — | UK52 Silber · (1 Wo.)UK | US5 Platin · (51 Wo.)US | Erstveröffentlichung: 11. März 2003 Verkäufe: + 1.200.000   |
| 2006 | Decemberunderground                | DE58 (1 Wo.)DE | UK16 Silber · (4 Wo.)UK | US1 Platin · (38 Wo.)US | Erstveröffentlichung: 6. Juni 2006 Verkäufe: + 993.000      |
| 2009 | Crash Love                         | DE95 (1 Wo.)DE | UK73 (1 Wo.)UK | US12 (7 Wo.)US | Erstveröffentlichung: 29. September 2009 Verkäufe: + 52.000 |
| 2013 | Burials                            | — | UK59 (1 Wo.)UK | US9 (3 Wo.)US | Erstveröffentlichung: 18. September 2013                    |
| 2017 | The Blood Album                    | — | UK69 (1 Wo.)UK | US5 (1 Wo.)US | Erstveröffentlichung: 20. Januar 2017                       |
| 2021 | Bodies                             | — | — | — | Erstveröffentlichung: 11. Juni 2021                         |

## Auszeichnungen
- MTV Video Music Awards
  - 2003: MTV2 Award (Girl’s Not Grey)
  - 2006: für „Best Rock Video“ (Miss Murder)